# 1951년 아시안 게임 수구
1951년 아시안 게임 수구 경기는 1951년 3월에 인도 뉴델리에서 열렸다.

## 경기 결과
| 인도 | 6 : 4 | 싱가포르 |
| ---- | ----- | -------- |
|      |       |          |